# Synagogue d'Egra (1893-1938)
La synagogue d'Egra (dénommée aussi synagogue d'Eger ou synagogue de Cheb), inaugurée en 1898, a été détruite en 1938 lors de la nuit de Cristal comme la plupart des autres lieux de culte juif en Allemagne et dans les territoires alors annexés par le Troisième Reich.
Jusqu'en 1918, Egra (en allemand : Eger), située dans la région des Sudètes, fait partie du royaume de Bohême, dépendant de la couronne d'Autriche. Après la Première Guerre mondiale, bien que majoritairement peuplés d'Allemands, les Sudètes sont intégrés à la Tchécoslovaquie et la ville prend le nom tchèque de Cheb. À la suite des accords de Munich, les Sudètes sont annexés par l'Allemagne nazie et réunis au Reich allemand le 21 octobre 1938. Cheb  reprend son ancien nom allemand d'Eger. Après la Seconde Guerre mondiale, Cheb redevient une ville tchécoslovaque d'où est expulsée la majorité des habitants germanophones. Actuellement la ville fait partie de la République tchèque et compte un peu plus de 32 000 habitants.

## Histoire de la communauté juive

### La communauté juive au Moyen Âge
La communauté juive d'Eger est une des plus anciennes de Bohême et date du XIIIe siècle. Les souverains successifs, d'Ottokar II en 1266 à Charles IV en 1347 ont accordé des privilèges aux Juifs d'Eger. Quand en 1322 la ville est mise en gage au roi, les privilèges des Juifs sont explicitement inclus dans l'accord et réaffirmés chaque fois que le statut de la ville a été reconfirmé, comme en 1347 et 1385.
La communauté médiévale est détruite dans un bain de sang en 1350, en quelques heures, quand un moine fanatique exhorte la population chrétienne contre les Juifs de la ville. La plupart des résidents juifs sont tués, peu réussissent à s'échapper. La voie où la plupart des meurtres a été commis est alors désignée sous le nom de Mordgaesschen (ruelle du meurtre).
Mais quelques années plus tard, une petite communauté se reforme autour de la Bruder et de la Rosengasse, où se trouve la synagogue. C'est le même bâtiment utilisé avant 1350 comme salle de prière qui a été racheté et agrandi. La communauté possède aussi un nouveau cimetière situé devant l'Obertor (porte supérieur) près de la Nonnenhof (Cour des nonnes), privilège accordé en 1364 par Charles IV. À cette époque, Eger est considérée comme un centre d'érudition juive; L'un de ses professeurs les plus célèbres est le rabbin Nathan. Un des plus anciens manuscrits hébraïques de Bohême, la Egerer Bibel, date de la première moitié du XIVe siècle.
En 1400, le roi Wenceslas IV assimile les Juifs d'Eger, ses Kammerknechtschaft (Servants de la chambre royale), aux autres citoyens de la ville; mais en 1430, l'empereur Sigismond ordonne l'expulsion des Juifs de la ville; Le privilège d'expulsion, accordé par le roi au conseil municipal, est basé sur l'accusation de fraude contre les Juifs. Les expulsés sont autorisés à emporter leur mobilier personnel, leurs gages et leurs cédules hypothécaires. Leurs habitations deviennent propriété de la ville et la synagogue est transformée en chapelle.
Cinq ans plus tard, quelques familles juives se réinstallent en ville. Dans les années qui suivent, les Juifs sont tolérés, parfois expulsés. En 1497, Eger est de nouveau autorisé par le roi à expulser les Juifs mais à l'amiable, et l'expulsion ne devra avoir lieu que lorsque les lettres de protection seront expirés. On ignore quand celle-ci a eu lieu.    

### La communauté juive duXVIIeauXXesiècle
De la fin du XVIIe siècle au milieu du XVIIIe siècle, une petite communauté juive existe de nouveau, mais à partir du milieu du XVIIIe siècle, le nombre de Juifs à Eger est négligeable, et il faut attendre 1850, après avoir obtenu l'égalité devant la loi pour que de nouveau des familles juives s'installent dans la ville économiquement prospère. Le premier Juif à s'installer est Ariel Löwy de Königswart (maintenant Lázně Kynžvart), qui dirige une banque. En 1862, l'association religieuse est formée, puis dix ans plus tard la communauté religieuse. La synagogue est construite en 1892-1893 à l'angle de la Gschierstrasse et de la Ringstrasse.
En 1872, la communauté juive acquiert un petit terrain et y installe son cimetière avec un oratoire (Taharahaus). Lors de travaux de construction au début du XXe siècle, des pierres tombales de l'ancien cimetière médiéval ont été découvertes au "Judenhof" de la Brudergasse.  
Les Juifs d'Eger ont une riche vie communautaire. En plus de la Hevra Kaddisha (Société du dernier devoir), ils possèdent plusieurs associations caritatives, dont le Israelitischer Frauenverein (Association des femmes israélites), le Tempelchorverein (Association du chœur de la synagogue), l'association sioniste Ahavath Zion, une association sportive Maccabi et une section de scouts juifs Techeleth Lavan également appelée Blau-Weiss (Bleu-blanc).
À partir des années 1870, le nombre de membres de la communauté augmente régulièrement, passant de 93 personnes en 1872 à 384 en 1880, soit 2 % de la population totale de la ville, puis à 508 en 1890. Le maximum est atteint en 1900 avec 554 personnes avant de rester plus ou moins constant. En 1938 on estime leur nombre à environ 550.  
Dès la fin de l'été 1938, la population allemande de la ville s'en prend aux Juifs et aux Tchèques. La situation empirant, de nombreux Tchèques et Juifs fuient vers le centre de la Tchécoslovaquie. Après les accords de Munich, les troupes allemandes occupent la région des Sudètes qui est, dès le 21 octobre 1938, annexée au Reich allemand. Lors de la nuit de Cristal, les deux synagogues sont incendiées, les magasins et entreprises juives sont pillées et vandalisées et de nombreux Juifs arrêtés. Le 13 novembre 1938, les autorités allemandes annoncent Eger ist ganz judenrein! (Eger est libre de Juifs). 
On estime que plus de 85 % des Juifs d'Eger périssent lors de la Shoah. 

## Histoire des synagogues

### Les anciennes synagogues
Au début du Haut Moyen Âge, les Juifs avaient probablement une synagogue qui se trouvait entre la Brudergasse et la Dominikanergasse (aujourd'hui Jakubská et Dominikánská). 
Après le grand pogrom de 1350,  la communauté juive se reforme à Eger et construit une nouvelle synagogue à l'emplacement de l'ancienne synagogue du XIIIe siècle. L'apparence de cette seconde synagogue d'Eger, qui se dresse entre la Dominikanergasse et la Judengasse et qui servira aux Juifs pendant moins de cent ans, ne nous est connue que grâce aux chroniqueurs qui l'ont décrite avant sa démolition au milieu du XIXe siècle. La salle de prière possède cinq hautes fenêtres gothiques et un vestibule séparé avec une tribune pour les femmes. La voûte en étoile, est portée par une colonne centrale sur laquelle est gravée la date d'achèvement du bâtiment 1375. Après l'expulsion des Juifs de la ville en 1430 par l'empereur Sigismond, celui-ci demande que la synagogue soit convertie en église catholique. L'église Notre-Dame-de-la-Visitation est inaugurée en 1468. L'édifice est rénové en 1698, et désaffecté au début du XIXe siècle. Il est détruit en 1854 ou 1856.

### Histoire de la nouvelle synagogue

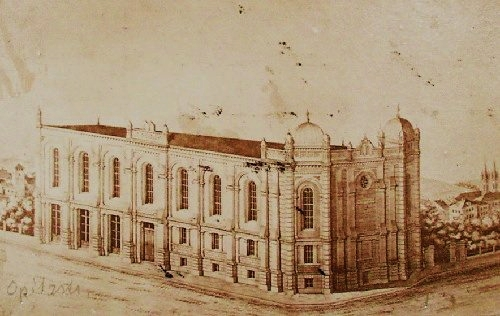
Projet abandonné de construction d'une synagogue en 1870

La vie sociale et religieuse des juifs d'Eger se développe rapidement dans la seconde moitié du XIXe siècle. Une association religieuse juive est active depuis 1862 et en 1872 est fondée officiellement la communauté religieuse juive. La décision est rapidement prise de construire une synagogue. Une première tentative pour construire une synagogue au coin de l'Opitzstrasse en face du futur Rudolfinum va échouer : en 1870, lorsque l'architecte Adam Haberzettl en termine les fondations, le bâtiment est délibérément profané, le rendant inutilisable pour sa vocation sacrée.  La ville reprend le bâtiment et achève sa construction en le transformant en gymnase. Le bâtiment est détruit en 1945 lors d'un bombardement pendant la Seconde Guerre mondiale. 

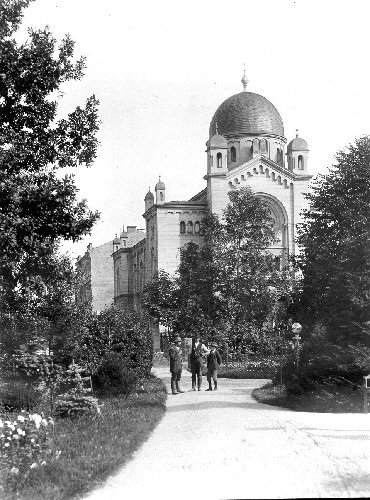
La synagogue en 1903

En raison d'un manque d'argent, la communauté juive doit d'abord se contenter d'une salle de l'auberge  Gasthof Krone dans la Schiffgasse, transformée en salle de prière avec une galerie pour femmes.
Ce n'est que vingt ans plus tard que la communauté juive rassemble suffisamment d'argent pour une nouvelle synagogue. Celle-ci est construite en 1892-1893 selon les plans de  l'architecte Leo Buchen par la société de construction Karl et Josef Haberzettl, dans un parc à l'angle de la Gschierstraße et de la Ringstraße, en face de la bibliothèque actuelle. Le bâtiment de style néo-roman est assez caractéristique de la nouvelle architecture de l'époque. La pose de la première pierre a lieu le 9 septembre 1892, et la synagogue achevée est consacrée le 12 Av 5653 selon le calendrier hébraïque (25 juillet 1893) par le rabbin Ignatius Ziegler de Karlsbad. 
La synagogue est pillée et incendiée par une foule fanatique lors de la nuit de Cristal du 9 au 10 novembre 1938 ou d'après certaines archives dans la soirée du 10 novembre vers 18 h 30. L'enlèvement des ruines de la synagogue commence le 28 novembre et va durer jusqu'au 28 février 1939. Pour les travaux de démolition la ville d'Eger doit payer la somme de 15 157 reichsmarks avec une contribution de 5 600 marks de l'État allemand.
Après la guerre, l'emplacement est occupé par un grand réservoir servant aux pompiers de la ville, et dans les années 1980, on y installe une maison préfabriquée. 

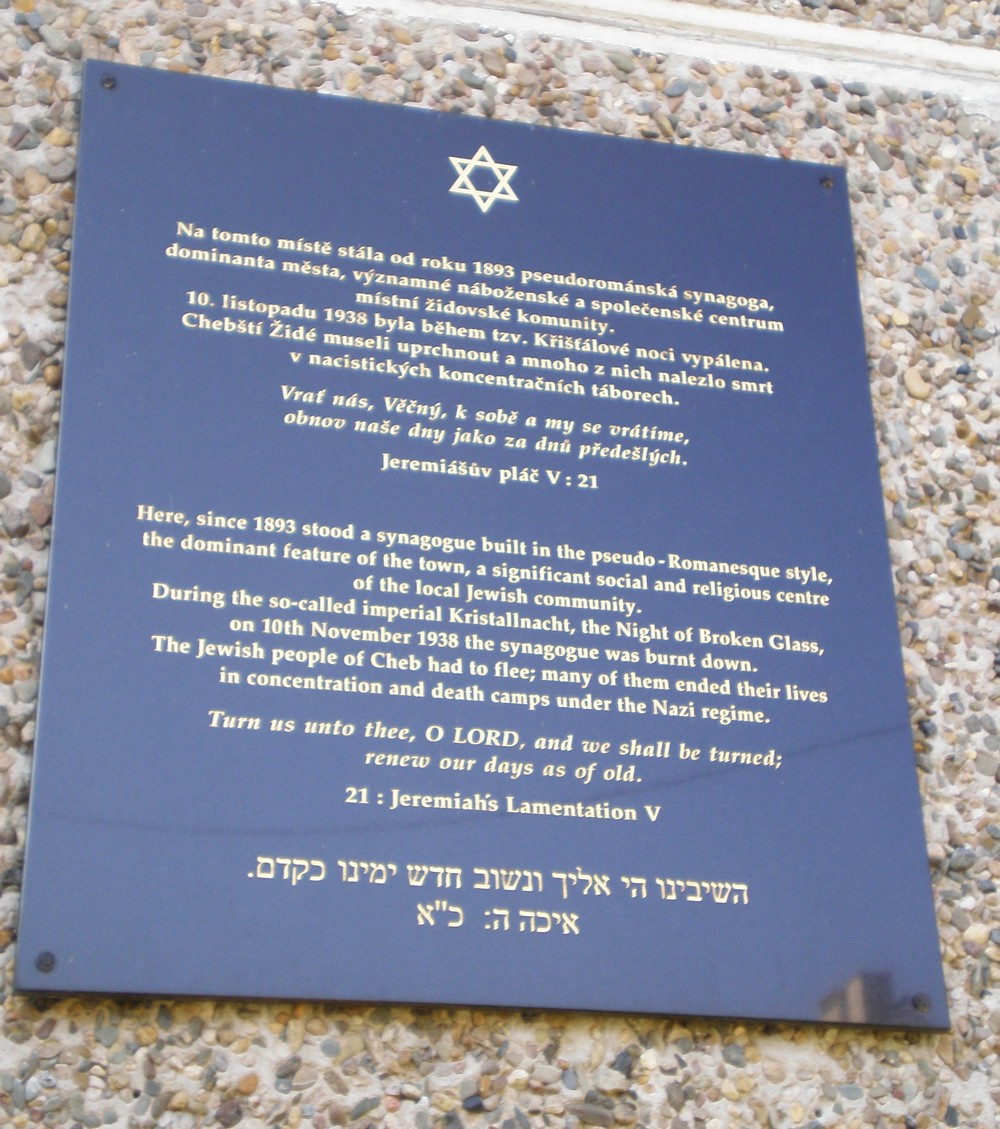
Mémorial pour la synagogue détruite

Le 10 novembre 2004, une plaque commémorative est apposée sur la maison avec une inscription en tchèque et en anglais: 
« À cet emplacement se trouvait depuis l'année 1893, la synagogue de style néo-roman,
un monument majeur de la ville, un important centre religieux et social
de la communauté juive locale. 
Le 10 novembre 1938, pendant la nuit de Cristal, elle a été incendiée. 
Les Juifs d'Eger ont dû fuir et beaucoup d'entre eux ont été tués
dans les camps de concentration nazis.

Fais-nous revenir vers toi, ô Éternel, et nous reviendrons !
Donne-nous encore des jours comme ceux d’autrefois !
 Livre des Lamentations 5:21 »

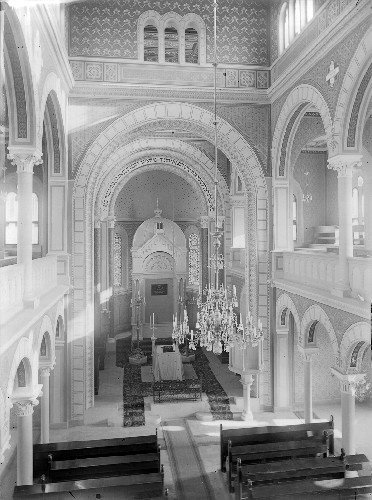
Vue intérieure de la synagogue côté Arche Sainte. Photo de Josef Haberzettel -1903
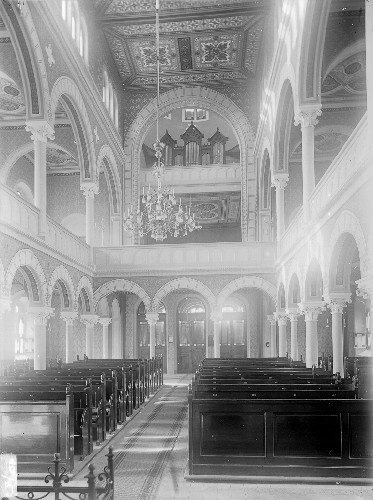
Vue intérieure de la synagogue côté entrée. Photo de Josef Haberzettel -1903
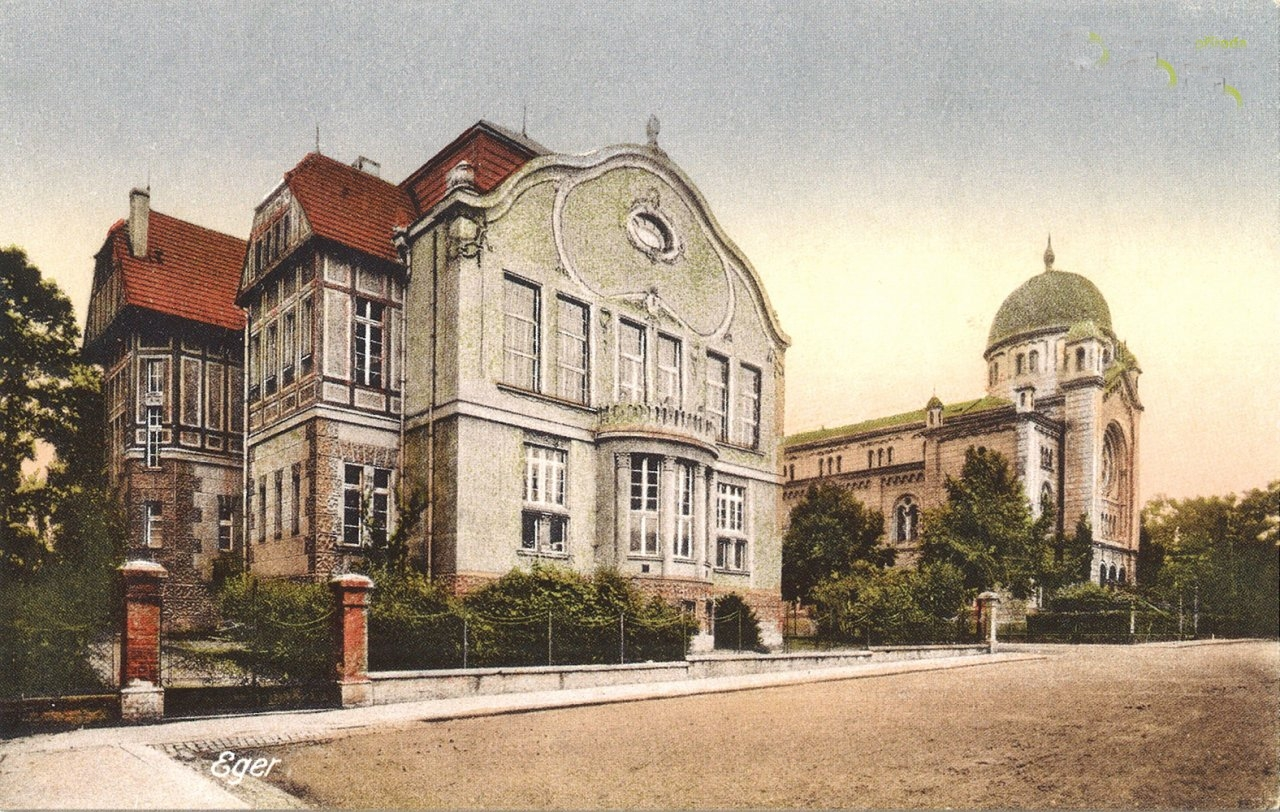
La bibliothèque Kreuzinger et au second plan la synagogue

### Architecture de la nouvelle synagogue
La forme architecturale de la nouvelle synagogue ne peut être reconstituée qu'à partir de photographies.   
Basé sur un plan basilical, elle possède trois nefs à toit plat et deux transepts dont celui à l'ouest couronné d'une énorme coupole, qui transgresse l'interdiction répandue au XIXe siècle de tours pour les synagogues qui pourraient faire de l'ombre aux nombreux clochers chrétiens de la ville. En harmonie avec de petites lanternes coiffées d'une coupole disposées sur tous les coins du bâtiment, cette coupole surmontée par sa boule dorée évoque l'architecture byzantine, style que l'on retrouve souvent dans les synagogues édifiées dans la première moitié du XIXe siècle. Ce style les différencie des églises chrétiennes et d'autre part, met l'accent sur l'origine orientale présumée des Juifs.  
Ce style est mélangé avec des éléments romans comme le montre la façade principale côté ouest. Celle-ci est divisée en trois parties: la partie centrale en avancée possède une grande rosace située sous un arc en plein cintre, avec des bandes lombardes et des galeries naines, le tout surmonté d'un fronton triangulaire.
On pénètre dans le vestibule de la synagogue par un portail tripartite formé de trois baies à arc plein cintre séparées par des colonnes cylindriques. Le vestibule permet d'accéder à la salle de prière ainsi qu'aux escaliers donnant accès aux galeries à l'étage, réservées aux femmes et qui encerclent la salle de prière sur trois côtés. La nef haute de 15 mètres, est composée d'un vaisseau central et des deux collatéraux situés sous les galeries des femmes, séparés du vaisseau par des arcades cintrées. L'Arche Sainte surmontée d'un dôme se trouve dans une abside orientée vers l'est. La Bimah, et le lutrin, encadré par deux chandeliers, sont situés devant l'Arche. Les formes des éléments architecturaux et les sculptures correspondent au style Rundbogenstil en vigueur à l'époque dans l'Empire allemand, mais agrémenté de peintures de style oriental, d'ornements colorés et d'arabesques de sorte que l'extérieur et l'intérieur de la synagogue s'accordent parfaitement du point de vue stylistique.